# Isotta Fraschini Tipo FE

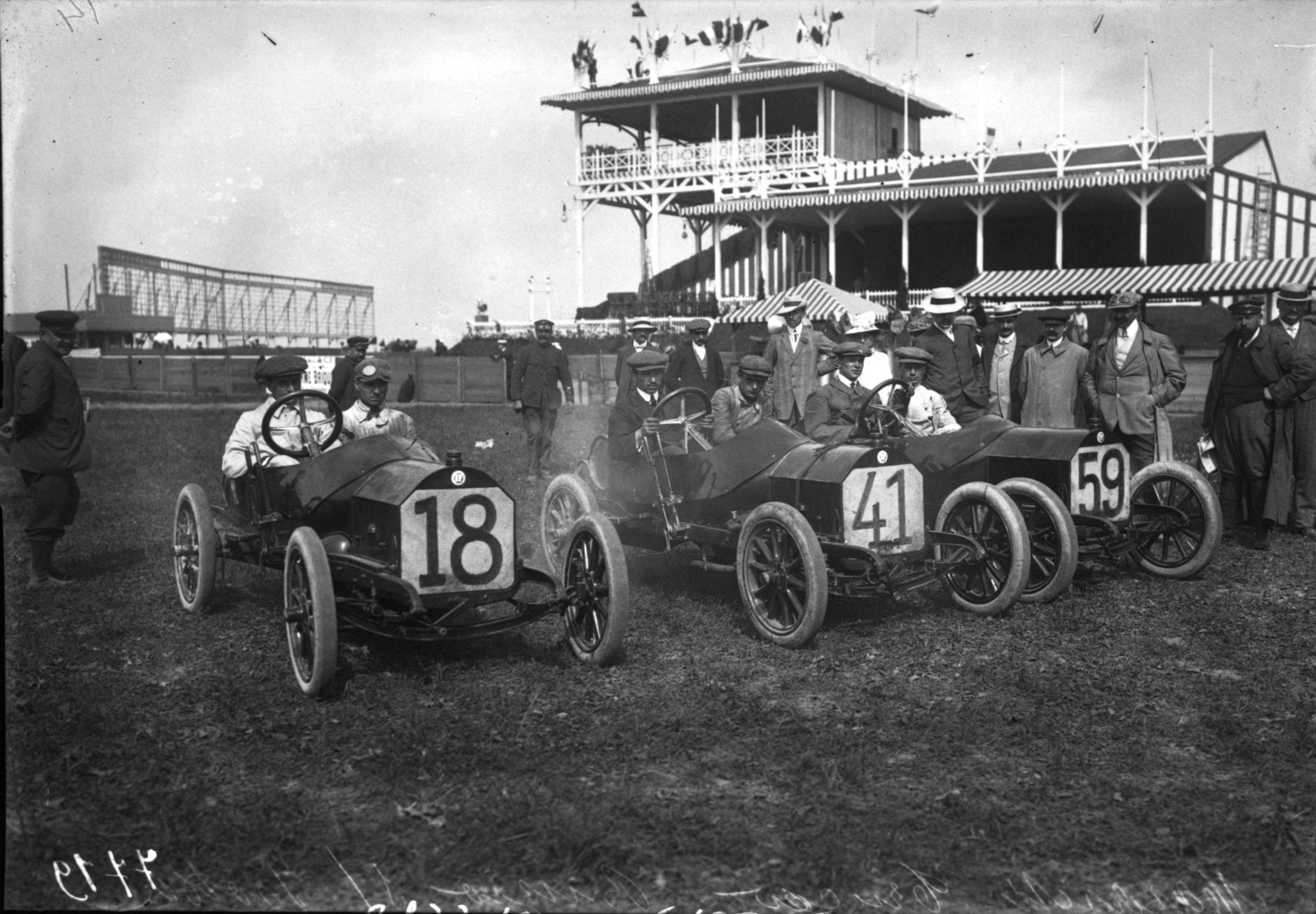
3 Fahrzeuge während des Rennens 1908 in Dieppe

Der Isotta Fraschini Tipo FE ist ein Rennwagen der italienischen Marke Isotta Fraschini.

## Beschreibung
Das Fahrzeug hat einen Vierzylindermotor mit OHC-Ventilsteuerung. 61,8 mm Bohrung und 100 mm Hub ergeben 1200 cm³ Hubraum. Eine andere Quelle nennt 62 mm Bohrung und ebenfalls 100 mm Hub, was 1208 cm³ Hubraum ergibt. 18 PS Leistung bei 2300 Umdrehungen sind angegeben. Der Motor hat Wasserkühlung. Er ist zeittypisch vorn im Fahrgestell eingebaut und treibt die Hinterräder an.
Ein Leiterrahmen bildet die Basis. Das Fahrgestell hat 210 cm Radstand und 125 cm Spurweite. Die offene Karosserie bietet Platz für zwei Personen.
Als Höchstgeschwindigkeit sind 90 km/h angegeben.
Drei Fahrzeuge wurden 1908 beim Grand Prix des Voiturettes in Dieppe eingesetzt. Felice Buzio erzielte den achten Platz.
Auf Basis dieses Rennwagen gab es ab 1909 mit dem Tipo FENC eine straßentaugliche Version. Allerdings war der Motor etwas größer.